# Eleonora Kateřina z Fürstenbergu
Eleonora Kateřina z Fürstenbergu (německy Eleonora Katharina von Fürstenberg; * kolem roku 1630, pravděpodobně Vídeň – 18. února 1670 Vaduz) byla německá hraběnka z jihoněmeckého šlechtického rodu Fürstenbergů. 
Byla manželkou hraběte Františka Viléma I. z Hohenemsu. Spolu se svým švagrem byla v letech 1662–1670 panovnicí Vaduzského hrabství a panství Schellenberg.

## Život
Eleonora Kateřina se narodila pravděpodobně ve Vídni kolem roku 1630 jako dcera předsedy říšské dvorní rady Vratislava I. z Fürstenbergu a jeho třetí manželky Lavinie Gonzagové hraběnky z Novellary a Bagniola. 
V Stühlingenu se 14. února 1649 provdala za Františka Viléma I., hraběte z Hohenemsu, jehož děd Kašpar z Hohenemsu v roce 1613 od Karla Ludvíka Sulzského získal hrabství Vaduz a panství Schellenberg, které jsou dnes součástí Lichtenštejnského knížectví.

### Manželství a rodina
U příležitosti sňatku byla na vaduzském hradě vyrobena manželská postel s erby rodů obou snoubenců. Postel je nyní uchovávána ve Vorarlberském zemském muzeu. Z jejich manželství se v letech 1650–1654 narodilo pět dětí:
- Marie Františka (1650–1705)
- Ferdinand Karel (1650–1686)
- Marie Anna (1652–1715)
- Jakub Hanibal III. (1653–1730)
- František Vilém II.

Eleonora Kateřina spolu se svým manželem darovala v roce 1656 oltář pro kapli Panny Marie v Triesenu.
V roce 1662 po předčasné smrti svého manžela ve 35 letech ji císař Leopold I. spolu se starším bratrem jejího manžela, Karlem Bedřichem z Hohenemsu, jmenoval poručnicí svých nezletilých dětí. Z této pozice spravovala místo svého tehdy 12letého nejstaršího syna Ferdinanda Karla, od roku 1662 až do své smrti spolu se svým švagrem Vaduz a Schellenberg.
Eleonora Kateřina z Hohenemsu zemřela 18. února 1670 ve věku asi 40 let v své vdovské rezidenci ve Vaduzu na vodnatelnost. Dne 21. února 1670 byla převezena do Hohenemsu v tehdejších Předních Rakousích a pohřbena v hraběcí kryptě v tamním farním kostele sv. Karla Boromejského. V březnu 1670 zaznamenal notář soupis pozůstalostí v její „Witibliche Gräfl[liche] Rezidenz Behausung" ve Vaduzu, což umožňuje vyvodit závěry o osobnosti hraběnky a jejím životním stylu ve Vaduzu. Jeden z celkem tří dochovaných portrétů hraběnky, zhotovených v roce 1663 neznámým umělcem, je v Městském muzeu a galerii ve východočeské Poličce. 